# Теорије елита
Елитистички приступ у социологији настао је крајем 19. и почетком 20. века у делима Гаетана Моске и Вилфреда Парета.Њима ће се нешто касније придружити и Роберт Михелс. Теорије елита настале су у Италији и Немачкој.
У средишту овог тока је становиште да је основна карактеристика сваког друштва као политичке заједнице подела на оне који владају (елита) и оне којима се влада (маса).
Парето је први употребио термин елита, али је Моска први формулисао принцип елитистичке теорије о подели друштва на владајућу класу и на класу оних којима се влада.

## Гаетано Моска
У свим друштвима постоји само мањина која влада и већина која се покорава. Власт је увек атрибут једне класе- политичке класе. Између елите која влада и већинских класа којима се влада постоји поделита сачињена од припадника средњих слојева. Моска инсистира на тези да је његова идеја политичке односно владајуће класе применљива на све режиме од монархистичког до аристократског.
Закон фаталне предности организоване мањине:’’ Нека организована мањина заувек ће триумфовати над дезорганизованом већином народа без заједничке воље.’’
Масе могу да буду организоване али у том случају вођене су од стране неке елите.

## Вилфредо Парето
По његовој теорији елиту сачињавају индивидуе високих способности и јаких карактера. Она се дели на два дела. Први део сачињавају управљачи, дакле они који директно или индиректно имају важну улогу у манипулацији политичке моћи и тај део Парето назива владајућа елита (Governing elite). Други део или невладајућа елита (Nongoverning elite) је састављен од способних људи који нису у позицији власти. Један део елите чини тип људи које Парето назива Шпекуланти, који су предузимљиви и отворени за нове идеје и који по Макијавелијевој подели одговарају типу лава. Други део елите чине рентијери који су конверзативни, одбојни према било ћему новом и по Макијавелијевој теорији одговарају типу лисице.
Када у владајућој елити доминирају шпекуланти друштво је изложено релативно брзим променама, а кад доминирају рентијери промене су споре.
После извесног времена долази до замора елита. Једна врста замењује другу.

## Роберт Михелс
Роберт изводи свој гвоздени закон олигархије.Михелс најпре указује на следећи парадокс:Демократија не може без организације јер би се распршила у неконзистентној маси. У одсуству организације демократија постаје хаос. На другој страни, међутим, јачањем организације умањује се или нестаје демократија. По Михелсовом мишљењу, постоји једна битна сличност између демократије и организације. Она лежи у чињеници да су и једна и друга оружије у рукама слабих у борби против јаких.